# Euphorbia sogdiana
Euphorbia sogdiana là một loài thực vật có hoa trong họ Đại kích. Loài này được Popov mô tả khoa học đầu tiên năm 1923.